# Лычево (Гаврилово-Посадский район)
Лычево — село в Гаврилово-Посадском районе Ивановской области России, входит в состав Осановецкого сельского поселения.

## География
Село расположено в 7 км на юго-восток от центра поселения села Осановец и в 7 км на юго-запад от райцентра города Гаврилов Посад.

## История
В первый раз село упоминается в «разъезжей грамоте» 1521 года, в которой указаны границы земель Дубенок и села Лычева. Из этой грамоты видно, что Лычево принадлежало в первой четверти XVI столетия некому Федору Ивановичу Дубенскому. В первой половине XVII века Лычево, как видно из книг патриаршего казенного приказа, было вотчиной бояр Романовых. В 1628 году владел селом и жил в нем боярин Иван Никитич Романов, а в 1648 году село значится вотчиной боярина Никиты Ивановича Романова. В 1666 году Лычево перешло в другим владельцам, о чем есть запись в патриарших книгах. Во второй половине XVIII столетия Лычево принадлежало помещикам Лялиным.
В XVII столетии, как видно из окладных книг патриаршего казенного приказа 1628 года, в селе существовала церковь во имя Святителя и Чудотворца Николая. В второй половине XVIII века существовавшая в селе деревянная Николаевская церковь сгорела, вместо нею прихожане купили деревянную же церковь в селе Омуцковом Суздальского уезда, которая была построена в 1760 году и освящена в честь Святителя и Чудотворца Николая. В 1789 году эта церковь из села была перенесена на кладбище, где стояла до 1825 года, когда за ветхостью была разобрана, а не ее месте поставлена каменная часовня. В 1777 году на средства владельца села Трофима Илларионовича Лялина была построена каменная церковь с колокольней и с престолом — в честь Рождества Пресвятой Богородицы. В 1829 году помещик села Петр Иванович Лялин устроил в церкви два теплых придела: в честь Святителя и Чудотворца Николая и святых апостолов Петра и Павла. В 1893 году приход состоял из села Лычево и сельца Ключи. Всех дворов имелось 89, мужчин — 270, женщин — 324.
В конце XIX — начале XX века село входило в состав Паршинской волости Юрьевского уезда Владимирской губернии.
С 1929 года село входило в состав Сербиловского сельсовета Гаврилово-Посадского района, с 1954 года — центр Лычевского сельсовета, с 2005 года — в составе Осановецкого сельского поселения.

## Население
| 1859 | 1905 | 2010 |
| ---- | ---- | ---- |
| 275  | ↗385 | ↘148 |

## Известные уроженцы
- Шикин, Иосиф Васильевич — генерал-полковник, начальник Главного политического управления РККА (1945—1949), в дальнейшем дипломат.